# Chur Bus

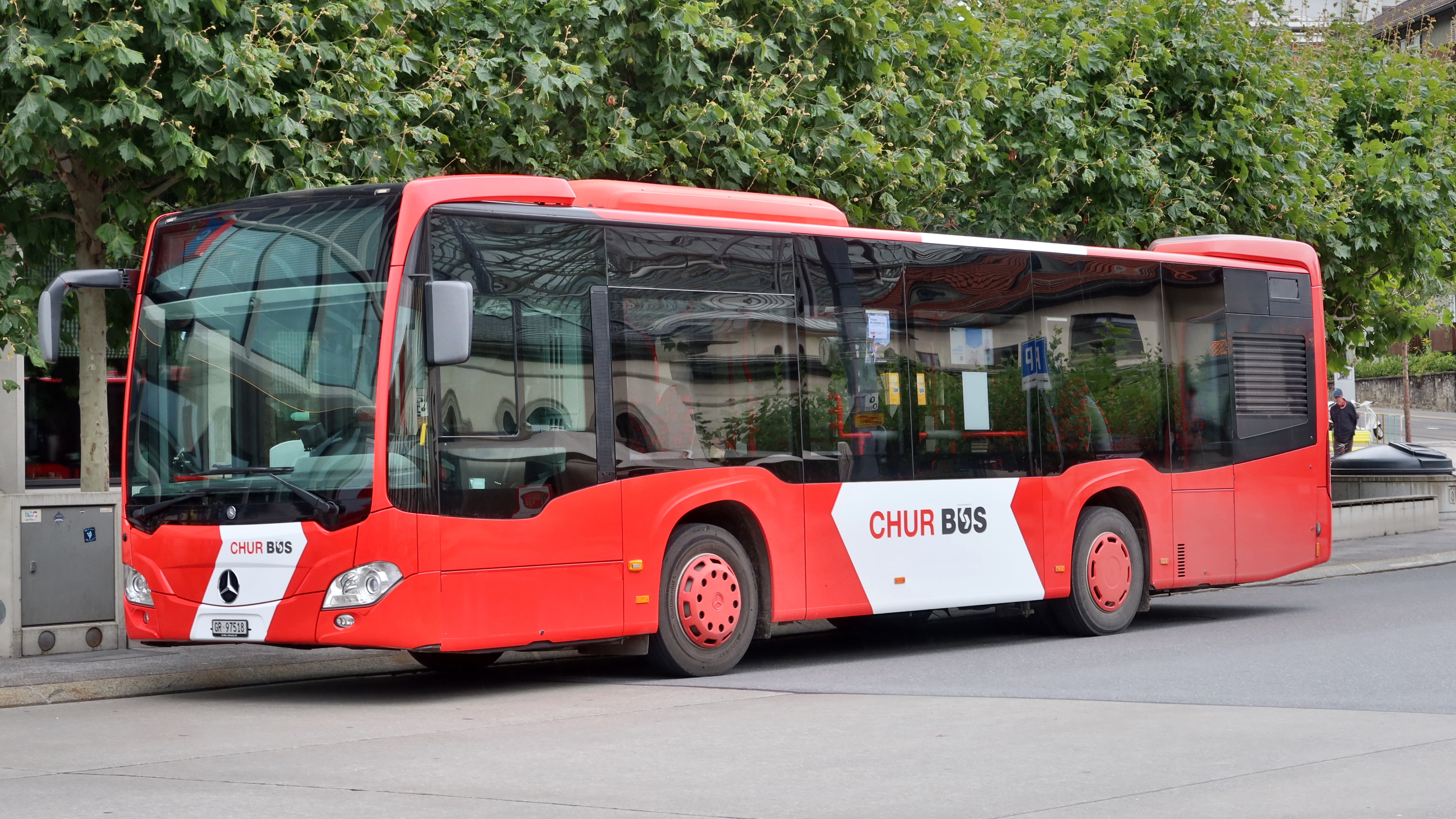
Standardbus am Bahnhof Chur (2021)

Chur Bus ist ein Busbetrieb der Bus und Service AG im Schweizer Kanton Graubünden. Seit 1996 verkehren die Solo- und Gelenkbusse auf dem dichten Streckennetz von Rhäzüns über Chur nach Untervaz. Am Wochenende bringen Nachtbusse Fahrgäste zusätzlich bis nach Thusis, Landquart oder Davos. Chur Bus übernimmt damit die Feinverteilung des öffentlichen Verkehrs in der Region und transportiert jährlich 6,1 Millionen Pendler, Einheimische und Touristen.

## Linien
Das Liniennetz von Chur Bus besteht aus den Hauptlinien 2, 3, 4, 5, 6, 9, 10, 11, 12 und 18 sowie dem Nachtnetz. Ziel ist es, die Feinerschliessung der Stadt Chur sowie den Anschluss in die umliegenden Gemeinden zu gewährleisten. Der Chur Bus ist ein Partner der Tarifgemeinschaft TransReno, zu der auch die Rhätische Bahn und PostAuto gehören. TransReno bietet dem Fahrgast auf den Strecken zwischen Landquart und Rhäzüns die gegenseitige Anerkennung der Bus- und Bahnbillette.
| Linie | Strecke                                                                               |
| ----- | ------------------------------------------------------------------------------------- |
| 2     | Obere Au – Bahnhofplatz – Kleinwaldegg                                                |
| 2     | Obere Au – Bahnhofplatz – Fürstenwald                                                 |
| 3     | Austrasse – Bahnhofplatz – Stelleweg – Haldenstein                                    |
| 3     | Austrasse – Bahnhofplatz – Trimmis – Untervaz                                         |
| 3     | Bahnhofplatz – Trimmis, Cholplatzweg                                                  |
| 4     | Austrasse – Bahnhofplatz – Seniorenzentrum Cadonau                                    |
| 5     | Bahnhofplatz – Lachen                                                                 |
| 6     | Bahnhofplatz – City West                                                              |
| 9     | Bahnhofplatz – Meiersboden                                                            |
| 10    | Bahnhofplatz – Domat/Ems, Chemie – Tamins, Unterdorf                                  |
| 11    | Bahnhofplatz – Plankis – Felsberg                                                     |
| 12    | Bahnhofplatz – Domat/Ems, Via Crusch                                                  |
| 18    | Domat/Ems, Chemie – Parc industrial – Tamins, Oberdorf – Rhäzüns                      |
| 32    | Chur Bahnhofplatz – Trimmis – Zizers – Igis – Landquart (RhB Bahnersatz ab 20:00 Uhr) |

### Nachtnetz
Die Nachtbusse verkehren nach Betriebsschluss jeweils in den Nächten von Freitag auf Samstag und von Samstag auf Sonntag.
| Linie | Strecke                                                              |
| ----- | -------------------------------------------------------------------- |
| 21    | Bahnhofplatz – Lachen – Fortunastrasse                               |
| 24    | Bahnhofplatz – Seniorenzentrum Cadonau – Kleinwaldegg – Bahnhofplatz |
| N1    | Chur – Rhäzüns – Thusis – Fürstenaubruck                             |
| N3    | Chur – Landquart – Maienfeld                                         |
| N13   | Chur – Untervaz                                                      |
| N30   | Chur – Bad Ragaz – Sargans – Buchs – Gams                            |
| N32   | Chur – Untervaz – Landquart – Maienfeld                              |
| N33   | Chur – Landquart – Davos – Landquart – Chur                          |

## Fahrzeugpark
Der Fahrzeugpark besteht aus 32 modernen Standard- und Gelenkbussen. Die Gelenkbusse werden hauptsächlich auf den Linien 10, 11, 12 und 4 jeweils im Mischbetrieb mit Standardwagen eingesetzt. Die Standardbusse werden auf allen Linien eingesetzt, wobei auf der Linie 9 ein Midibus die Fahrgäste transportiert.